# 丹棱白塔
丹稜白塔位於四川省眉山市丹稜縣丹稜鎮，文物遺址年代判定為宋。2002年12月27日公佈為四川省第六批省級文物保護單位。2013年3月5日列為第七批全國重點文物保護單位。